# Titus Pompeius Albinus

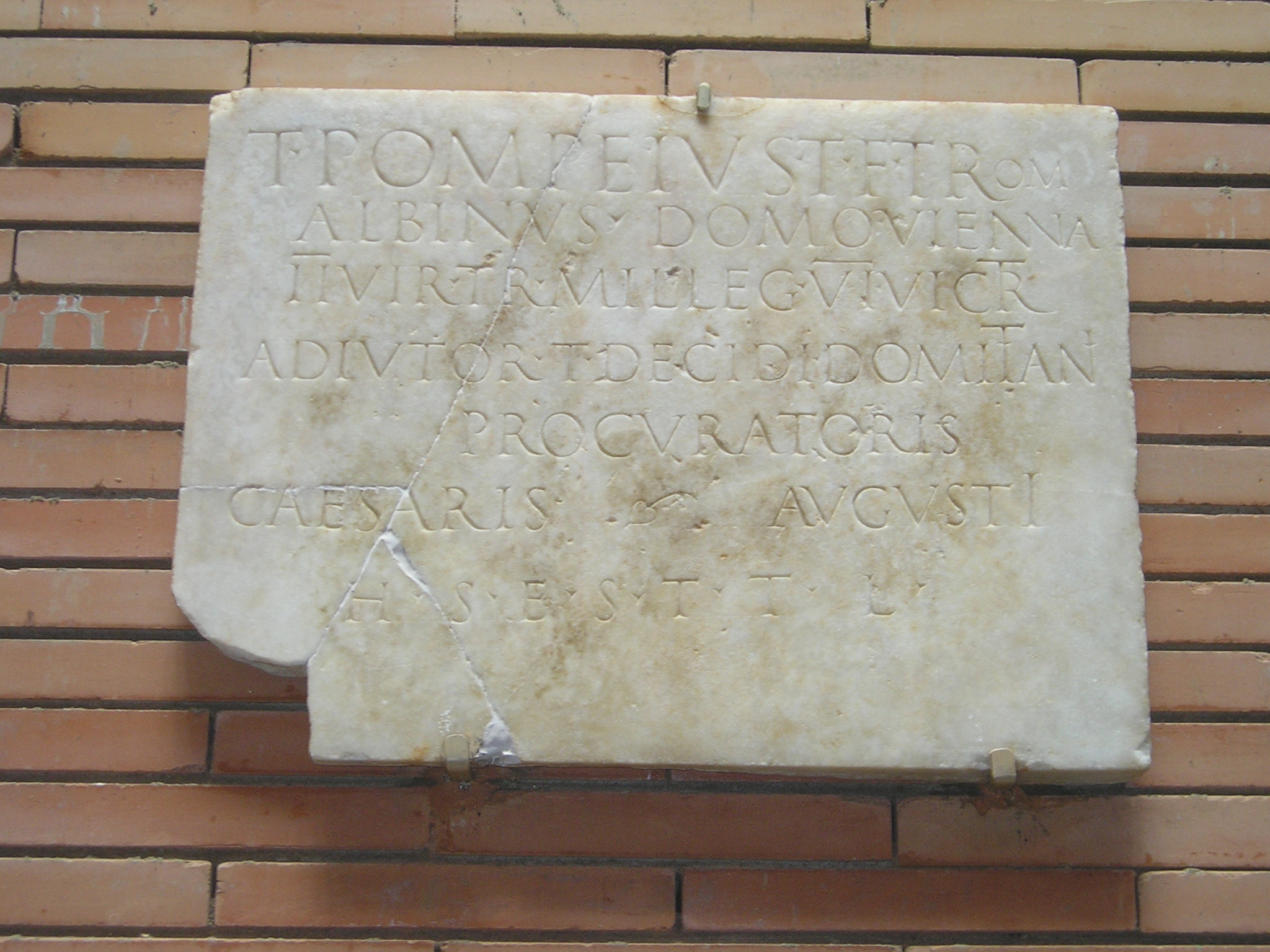
Die Inschrift aus Merida

Titus Pompeius Albinus (vollständige Namensform Titus Pompeius Titi filius Tromentina Albinus) war ein im 1. Jahrhundert n. Chr. lebender Angehöriger des römischen Ritterstandes (Eques). Durch zwei Inschriften ist seine Laufbahn bekannt.
Albinus war zunächst IIvir iure dicundo in der Colonia Iulia Augusta Florentia Viennensium. Danach diente er als Tribunus militum in der Legio VI Victrix, die zu diesem Zeitpunkt in der Provinz Hispania Tarraconensis stationiert war. Im Anschluss wurde er durch den Procurator der Provinz Lusitania, Titus Decidius Domitianus, zu seinem adiutor bzw. subprocurator ausgewählt; er starb während seiner Amtszeit als subprocurator.
Albinus war in der Tribus Tromentina eingeschrieben; als sein Heimatort ist in der einen Inschrift Vienna (domo Vienna) angegeben. Da Vienna aber in der Tribus Voltinia eingeschrieben war, dürfte seine Familie ursprünglich nicht aus Vienna stammen. Er wurde in Merida begraben (hic situs est), wo ihm auch eine der beiden Inschriften errichtet wurde. Die zweite Inschrift wurde durch seine Tochter Pompeia Sextina in seiner Heimatstadt errichtet.

## Datierung
Bei der Epigraphik-Datenbank Clauss-Slaby wird die Inschrift aus Merida auf 51/100 datiert.
Ségolène Demougin datiert den Aufenthalt von Albinus in den Provinzen Hispania Tarraconensis und Lusitania zwischen 60 und 64, da Domitianus als Procurator um 64 durch Marcus Vettius Valens abgelöst wurde; sie geht davon aus, dass Domitianus seinen Mitarbeiter unter den Tribunen auswählte, die am Ende ihres Militärdienstes angelangt waren.